# Megachile semiclara
Megachile semiclara är en biart som beskrevs av Cockerell 1929. Megachile semiclara ingår i släktet tapetserarbin, och familjen buksamlarbin. Inga underarter finns listade i Catalogue of Life.